# Styringomyia mystica
Styringomyia mystica är en tvåvingeart som beskrevs av Alexander 1945. Styringomyia mystica ingår i släktet Styringomyia och familjen småharkrankar.
Artens utbredningsområde är Peru. Inga underarter finns listade i Catalogue of Life.